# Cristianesimo in Kuwait
Il cristianesimo in Kuwait è una religione minoritaria, che rappresenta circa il 20% della popolazione, pari a 650.000-750.000 persone. I cristiani del Kuwait possono essere divisi in due gruppi. Il primo gruppo è costituito dai cristiani nati in Kuwait, che conta approssimativamente tra 200 e 400 persone. Il secondo gruppo, che costituisce la maggioranza dei cristiani in Kuwait, è composto da immigrati provenienti da vari Paesi del mondo. La costituzione del Kuwait riconosce la libertà religiosa, ma l'istruzione religiosa islamica è obbligatoria per tutti gli studenti che frequentano le scuole pubbliche. Il Kuwait è l'unico paese del Golfo Persico, oltre al Bahrein, ad avere una popolazione cristiana locale che detiene la cittadinanza.

## Cristiani nativi del Kuwait
La popolazione cristiana nativa del Kuwait è diversificata. Ci sono tra 259 e 400 cittadini kuwaitiani cristiani. Nel 2014, c'erano 259 kuwaitiani cristiani residenti in Kuwait. Le ultime stime del dicembre 2019 mettono la comunità a 290 persone, con un leggero aumento molto probabilmente dovuto al ritorno di alcuni emigrati cristiani kuwaitiani.
I cittadini kuwaitiani cristiani possono essere divisi in due gruppi. Il primo gruppo comprende i cristiani di più antica data, che erano immigrati cristiani iracheni, siriani e anatolici e i loro discendenti nati in Kuwait. Si sono assimilati alla società kuwaitiana, come le loro controparti musulmane, e tendono a parlare arabo con un dialetto kuwaitiano; anche il loro cibo e la loro cultura sono prevalentemente kuwaitiani. Costituiscono meno di un quarto della popolazione cristiana nativa del Kuwait. Il resto dei cittadini kuwaitiani cristiani (circa tre quarti) costituisce il secondo gruppo. Si tratta di arrivi più recenti negli anni cinquanta e sessanta, per lo più immigrati di origine palestinese che furono costretti a lasciare la Palestina dopo il 1948. Ci sono anche altri immigrati provenienti dalla Siria e dal Libano, ma in misura minore. Questo secondo gruppo non è assimilato come il primo gruppo, poiché il loro cibo, cultura e dialetto arabo conservano ancora un'influenza levantina. Tuttavia, sono altrettanto patriottici degli appartenenti primo gruppo e tendono ad essere orgogliosi della loro patria adottiva, con molti che prestano servizio nell'esercito, nella polizia, nel servizio civile e all'estero. La maggior parte dei cittadini cristiani del Kuwait appartiene a 12 grandi famiglie. 
Sebbene vi sia una piccola comunità di cittadini cristiani, una legge approvata nel 1981 impedisce la naturalizzazione dei non musulmani. Tuttavia, i cittadini maschi che erano cristiani prima del 1980 (e i figli maschi nati da famiglie di tali cittadini a partire da tale data), possono trasmettere la cittadinanza ai propri figli; tuttavia, non possono trasmettere la cittadinanza ai coniugi.
Tra le personalità cristiane native del Kuwait si segnala il reverendo Emmanuel Gharib, pastore della Chiesa Nazionale Evangelica del Kuwait.

## Chiese cristiane presenti in Kuwait
I cristiani presenti in Kuwait, sia cittadini che stranieri, appartengono principalmente alle seguenti Chiese:
- Chiesa cattolica: vi sono 140.000 cattolici in Kuwait. Il territorio rientra nel vicariato apostolico dell'Arabia settentrionale. La comunità cristiana è composta in gran parte da asiatici dei paesi di lingua malese (Malaysia, Brunei, Singapore, Indonesia), da Filippine, Sri Lanka, Bangladesh, India e Pakistan, e cristiani arabi di Libano (riti maronita e melchita), Egitto (rito copto), Giordania, Palestina e Siria (riti siriaco e melchita). Anche i cristiani maroniti, per lo più libanesi, celebrano nella chiesa cattolica di Kuwait City. Un piccolo gruppo di cattolici viene dall'Europa e dalle Americhe.
- Chiese ortodosse e ortodosse orientali: vi sono in Kuwait almeno 200.000 cristiani afferenti a queste due comunioni. La Chiesa greco-ortodossa (in Kuwait sotto la giurisdizione del Patriarcato greco-ortodosso di Antiochia) conta circa 3.500 membri, mentre la Chiesa apostolica armena conta circa 4.000 membri. La Chiesa ortodossa copta conta circa 60.000 membri. La Chiesa ortodossa siriaca conta circa 20.000 membri. La Chiesa ortodossa etiope e la Chiesa ortodossa russa fuori dalla Russia contano 70.000 membri. I membri della Chiesa greco-cattolica (di rito orientale) e della Chiesa ortodossa siriaca del Malankara sono più di 60.000.
- Chiesa anglicana: gli anglicani presenti in Kuwait sono poco più di un centinaio.
- Chiese protestanti: la Chiesa Nazionale Evangelica del Kuwait conta circa 15.000 membri. In Kuwait sono inoltre presenti la Chiesa di Dio pentecostale indiana e la Chiesa cristiana avventista del settimo giorno.[5]